# Jagdstaffel 67
Jagdstaffel 67 – Königlich Preußische Jagdstaffel Nr. 67 – Jasta 67 – jednostka lotnictwa niemieckiego Luftstreitkräfte z okresu I wojny światowej.

## Informacje ogólne
Jednostka została utworzona 27 stycznia 1918 roku we Fliegerersatz Abteilung Nr. 9 w Darmstadt. Pierwszym dowódcą eskadry został ppor. Julius Fichter z Jagdstaffel 22. Zdolność operacyjną jednostka uzyskała 5 lutego. 12 lutego została przeniesiona do obszaru 5 Armii i stacjonowała na lotnisku w Marville, gdzie pozostawała pod rozkazami 5 Armii prawie przez cały czas działań wojennych.
Eskadra walczyła między innymi na samolotach Fokker D.VII.
Jasta 67 w całym okresie wojny odniosła ponad 34 zwycięstwa nad samolotami nieprzyjaciela, w tym 17 balonami. W okresie od lutego 1918 do listopada 1918 roku jej straty wynosiły 1 zabity w walce 1 ranny oraz 2 w niewoli.
Łącznie przez jej personel przeszło 3 asów myśliwskich: Richard Rübe (5), Hans Heinrich Marwede (5), Julius Fichter (4).

## Dowódcy Eskadry
| Stopień   | Nazwisko       | Okres                   |
| --------- | -------------- | ----------------------- |
| Porucznik | Julius Fichter | 27.01.1918 – 11.11.1918 |